# Sante Agata e Apollonia
Le Sante Agata e Apollonia sono due dipinti a tempera su tavola (115x50 cm) attribuibili alla scuola di Floriano Ferramola, databili all'inizio del XVI secolo e conservati nel Palazzo Vescovile di Brescia.

## Storia
Le due tavole, di concezione chiaramente unitaria, provengono dalla chiesa di San Rocco di Bagolino e fanno parte del patrimonio artistico del Palazzo Vescovile di Brescia dall'Ottocento. Qui sono collocate nell'appartamento privato del vescovo.

## Descrizione
Entrambe le tavole sono centinate e racchiuse entro un'ancona lignea architettonica, completamente dorata e in parte decorata a tempera da motivi decorativi. All'interno vi sono raffigurate sant'Agata e sant'Apollonia, entrambe reggenti gli strumenti del proprio martirio: la pinza con cui furono tagliati i seni di sant'Agata e la tenaglia con la quale furono strappati i denti di sant'Apollonia.
Entrambe poggiano su un semplice pavimento piastrellato e, alle loro spalle, si vede una balaustra ricoperta da un fitto motivo geometrico, mentre lo sfondo è dorato come la cornice.

## Stile
Le due tavole sono state eseguite sicuramente da un pittore di formazione bresciana nel primo ventennio del Cinquecento, un pittore di possibilità tecniche non mediocri operante nell'ambito della scuola di Floriano Ferramola. A quest'ultimo, infatti, rimandano alcuni moduli comuni utilizzati nel modellato delle due sante, ad esempio nel loro volto tondeggiante e florido, nei lunghi capelli ricadenti in continue arricciature sulle spalle, nonché nel modo di condurre il panneggio, dando risalto alle corporature dal solido costrutto plastico, in parte memore della lezione di Vincenzo Foppa.
Sbilanciata a questi raffinati e studiati stilemi, però, è la foggia ripetitiva delle vesti, in cui si legge una palese caduta di originalità inventiva, e dei gesti stereotipi delle due sante, in pratica quasi identiche tra loro, anche nei dettagli.
Gaetano Panazza, nel 1963, vede nelle due tavole affinità anche agli stilemi di Martino da Gavardo, riconoscendo comunque l'evidenza della base ferramoliana.